# Ölbő
Ölbő is een plaats (község) en gemeente in het Hongaarse comitaat Vas. Ölbő telt 761 inwoners (2001).